# K-Stoff
K-Stoff ist eine Abkürzung und eine meist als Deckname genutzte Bezeichnung für eine Chemikalie oder ein Chemikaliengemisch. Die exakte Bedeutung wechselt mit dem Zeitraum der Begriffsverwendung und kann nur im jeweiligen Zusammenhang interpretiert werden.

## Erster Weltkrieg
- Monochlormethylchlorformiat[1] oder Gemisch von Mono- und Dichlormethylchlorformiat als Reizgas von 1914 entwickelten Tränengasgranaten.[2] Das gleiche Stoffgemisch wurde bei der Verwendung in Minen als C-Stoff bezeichnet oder auch mit den Decknamen Palite (franz.), Palit (englisch) oder Cipalite versehen.[3] Am 29. Juli 1915 wurden in Anwesenheit von Walther Nernst die von ihm entwickelten „C-Minen“, die diesen Kampfstoff enthielten, von deutschen Spezialtruppen mit ebenfalls von ihm entwickelten Minenwerfern erstmals an der russischen Front eingesetzt. Bauer berichtet darüber im August 1915: „Es war mir besonders eine große Genugtuung zu ersehen, dass selbst Freund Nernst, der anfänglich dem leichter flüchtigen K-Stoff etwas zweifelnd gegenüberstand, jetzt sein Loblied singt, nachdem er sich durch praktische Probe an der Front […] bei den gefangengenommenen Russen von der überlegenen Wirksamkeit überzeugen konnte.“[4]

- Phenylcarbylaminchlorid[5], ein zu den Grünkreuz-Verbindungen zählender Lungenkampfstoff, der von Deutschland hergestellt und erstmals im Mai 1917 in Berry-au-Bac eingesetzt wurde.[6]

## Zweiter Weltkrieg
- allgemeine Abkürzung für Kampfstoff (auch K'Stoff, Kst)[5]

- Sauerstoffhaltige Kriegsersatztreibstoffe im weiteren Sinne, speziell ein Gemisch aus 20 Vol.-% Aceton und 80 Vol.-% Ethylacetat[7]

- Kresolseife (1:1-Gemisch aus Kresol-Isomeren und Schmierseife[8]), eines der wenigen zu dieser Zeit gegen Läuse wirksamen Desinfektionsmittel[9]